# Krishnanda
Krishnanda é um álbum experimental único de Pedro Santos (Pedro dos Santos), também conhecido como Pedro Sorongo, lançado pela CBSem 1968 e relançado em LP pela Polysom.

## Álbum
Produzido pelo próprio artista no estúdio da CBS, com arranjos de Jopa Lins (codinome de José Pacheco Lins) e o aval de Hélcio Milito (então no posto de Diretor de Produção da gravadora), Krishnanda é uma pérola da MPB e apresenta letras poéticas de perspectiva mística sob uma estrutura linguística diferenciada.
A diversidade sonora do álbum é muito grande, há muitos tipos de instrumentos percussivos, arranjos de metais entre o samba e ritmos quase que latinos e orientais ao mesmo tempo, sons de animais e da ambiência de uma floresta, um órgão psicodélico, uma guitarra com um timbre similar a uma cítara, xilofones e instrumentos criados e construídos pelo próprio Pedro Sorongo.
Apesar da inventividade de seu som percussivo e da influência que teve em músicos da época, não teve grande repercussão e caiu em esquecimento. -

## Redescoberta
O álbum foi redescoberto quando nos anos 2000 quando começou a circular pela internet em MP3 e no mercado europeu em edições piratas, dando reconhecimento a Pedro Sorongo e para sua obra prima, Krishnanda. Criador de instrumentos como o berimboca (o berimbau de boca) e a tamba (bateria com bambu criada com Milito e origem do nome do Tamba Trio), Santos apresentou em Krishnanda temas autorais como Ritual Negro, Água Viva, Advertência, Flor de Lótus, Dual, Dentro da Selva, Savana e Desengano da Visita. As letras são de cunho muito poético e transcendental e o álbum se destaca entre seus contemporâneos por ser um álbum conceitual que apresenta continuidade entre as faixas e pela sua diversidade sonora. As faixas trazem elementos folclóricos e apresentam influência e similaridade com samba e a cultura afro-brasileira, como os Os Afro-sambas (1966) tanto na construção melódica quanto na temática das letras, que no Krishnanda são mais voltadas para temas existenciais e transcendentais como moral, percepção, existência e ego.
Em 2012 a Revista Trip # 216 dedicou uma extensa reportagem sobre Pedro "Sorongo" Santos, destacando a importância "do disco que uniu a MPB à macrobiótica, filosofia indiana, climas selvagens e sons da natureza e, 42 anos depois de lançado, ressurge como cult".

## Faixas
1. Ritual Negro (2:08)
2. Água Viva (2:02)
3. Um Só (2:07)
4. Sem Sombra (3:09)
5. Savana (2:49)
6. Advertência (2:50)
7. Quem Sou Eu? (2:29)
8. Flor de Lótus (3:13)
9. Dentro da Selva (2:10)
10. Desengano da Vista (2:43)
11. Dual (2:34)
12. Aranbindu (1:59)